# Emar Lerr
Emar Lerr är ett berg i Armenien. Det ligger i den norra delen av landet, 80 kilometer norr om huvudstaden Jerevan. Toppen på Emar Lerr är 1 858 meter över havet.
Terrängen runt Emar Lerr är kuperad norrut, men söderut är den bergig. Närmaste större samhälle är Vanadzor, 13,7 kilometer sydväst om Emar Lerr. 
I omgivningarna runt Emar Lerr växer i huvudsak lövfällande lövskog. Runt Emar Lerr är det ganska tätbefolkat, med 96 invånare per kvadratkilometer.